# La Chapelle-Montabourlet
La Chapelle-Montabourlet (trong tiếng Occitan La Chapela de Montaborlet) là một xã của Pháp, nằm ở tỉnh Dordogne trong vùng Aquitaine của Pháp. Xã này có diện tích 5,77 km2, dân số năm 2007 là 68 người. Xã nằm ở khu vực có độ cao trung bình 190 m trên mực nước biển.

## Thông tin nhân khẩu
| Năm    | 1962 | 1968 | 1975 | 1982 | 1990 | 1999 | 2007 |
| ------ | ---- | ---- | ---- | ---- | ---- | ---- | ---- |
| Dân số | 121  | 97   | 72   | 79   | 85   | 80   | 68   |